# تووونگ
تووونگ (به انگلیسی: Toowong) یک حومه شهر در استرالیا است که در کوئینزلند واقع شده‌است.